# Super Obliteration
Super Obliteration is een computerspel voor de platforms Commodore Amiga. Het spel werd uitgebracht in 1993. Het spel is een combinatie van actiespel en platformspel. De bedoeling van het spel is alle stenen van een level kapot te schieten. Grote stenen breken op in kleine stenen. Naast het schieten kan de speler van links naar rechts lopen. Het spel omvat dertig levels. Het spel werd ontwikkeld door David Papworth en de muziek is van de hand van Bjørn Lynne.